# Chute de Bagdad (1917)
Pour les articles homonymes, voir Bataille de Bagdad.
Front du Moyen-Orient,
Première Guerre mondiale
Batailles
Front du Moyen-Orient
- Afrique du Nord
- Caucase
- Perse
- Dardanelles
- Mésopotamie
- Sinaï et Palestine
- Arménie
- Ctésiphon (11-1915)
- Kut-el-Amara (12-1915)
- Romani (8-1916)
- Magdhaba (12-1916)
- Révolte arabe
- Rafa (1-1917)
- Bagdad (3-1917)
- 1re Gaza (3-1917)
- 2e Gaza (4-1917)
- Aqaba (7-1917)
- Beer-Sheva (10-1917)
- 3e Gaza (11-1917)
- Jérusalem (12-1917)
- Megiddo (9-1918)
- Damas (9-1918)
- Alep (10-1918)

Front d'Europe de l’Ouest
Front italien
Front d'Europe de l'Est
Front des Balkans
Front africain
Bataille de l'Atlantique
La chute de Bagdad fait référence à la prise de la ville de Bagdad par les Britanniques en mars 1917 durant la Première Guerre mondiale.

## Arrivée du général Sir Frederick Stanley Maude
Après la capitulation de la garnison de Kut le 29 avril 1916, l'armée britannique en Mésopotamie subit une refonte majeure. Un nouveau commandant, le lieutenant-général Sir Frederick Stanley Maude, se voit confier la tâche de rétablir la réputation militaire du Royaume-Uni.
Le général Maude passe le reste de l'année 1916 à reconstruire son armée. La plupart de ses troupes sont recrutées en Inde, puis sont envoyées par la mer à Bassora. Ces dernières sont formées et des ingénieurs militaires britanniques construisent un chemin de fer des côtes irakiennes jusqu'à Bassorah et au-delà. Le général Maude obtient également un petit détachement de bateaux fluviaux armés et des navires de soutien logistique.
Les Britanniques lancent leur nouvelle campagne contre l'Empire ottoman le 13 décembre 1916, disposant de quelque 50 000 soldats bien entraînés et bien équipés, principalement des troupes coloniales indiennes. Les divisions indiennes du IIIe Corps indien comprennent en revanche également des unités de l'armée britannique. Les forces de la 6e armée ottomane ne disposent que très peu d'effectifs, environ 25 000 hommes sous le commandement du général Khalil Pacha.

## Marche sur Bagdad
Les Britanniques ne subissent aucun revers lors de cette campagne. Le général Maude fait preuve de prudence, faisant avancer ses troupes des deux côtés du fleuve Tigre, d'où il obtient son surnom de « Systematic Joe ». Les forces ottomanes livrent une féroce résistance à Bend Khadairi, place fortifiée qui parvient à tenir pendant deux semaines (du 6 au 19 janvier 1917). Les Ottomans sont par la suite forcés à établir une ligne défensive le long du canal Gharraf, ce qui prendra deux semaines aux Britanniques pour briser leurs lignes (du 25 janvier au 4 février). Une autre position ottomane, Dahra Bend, est prise le 16 février. Enfin, les Britanniques recapturent Kut le 24 février 1917.
Le commandant ottoman Karabekir Bey ne laisse pas son armée être prise au piège dans Kut, comme cela avait été fait dans la première bataille de Kut, préférant battre en retraite.
Les forces britanniques sont aux portes de Bagdad le 5 mars 1917. Trois jours plus tard, les troupes de Maude atteignent l'affluent Diyala à la périphérie de la ville.
Khalil Pacha choisit de défendre Bagdad en établissant des positions défensives sur le Tigre près de 56,3 km au sud de Bagdad. Les troupes ottomanes résistent à l'assaut initial britannique le 9 mars. Le général Maude ordonne ensuite à la majorité de son armée de contourner les positions ottomanes par le nord, croyant qu'un assaut direct sur Bagdad serait impossible. Khalil Pacha répond en déplaçant son armée hors de ses positions défensives pour repousser les Britanniques du côté du Tigre. Un seul régiment est affecté aux défenses de Diyala. Les Britanniques prennent le Diyala le 10 mars 1917. Cette soudaine défaite énerve Khalil Pacha, qui ordonne à son armée de se retirer au nord de Bagdad.
Les autorités ottomanes donnent l'ordre d'évacuer Bagdad à 20 heures le 10 mars. Mais la situation est rapidement allée au-delà du contrôle de Khalil Pacha. Les Britanniques poursuivent les troupes ottomanes et parviennent à capturer Bagdad, sans combats, le 11 mars 1917. Les troupes britanniques sont accueillies avec enthousiasme par les résidents locaux. Une semaine plus tard, le général Maude émet la « Proclamation de Bagdad », dans lequel il déclare « Nos armées ne viennent pas dans vos villes et vos terres en tant que conquérants ou ennemis, mais en tant que libérateurs ». Près de 9 000 troupes ottomanes ont été capturées lors du siège de la ville.
Les Britanniques étaient inquiets que le gouvernement ottoman pourrait essayer d'inonder le Tigre mais cela ne s'est jamais produit.

## Conséquences
La bataille vit la victoire en clair des Britanniques et une nouvelle défaite pour l'Empire ottoman. Les Ottomans sont contraints de mettre fin à leurs opérations en Perse et de déplacer leurs troupes à Mossoul pour dissuader les Britanniques de progresser encore en Mésopotamie.
La prise de Bagdad, une capitale provinciale, signifie également que les Ottomans venaient de perdre leur contrôle de l'une de leurs provinces. Après avoir capturé la ville, Maude devient gouverneur de facto de la Mésopotamie de Bassorah à Bagdad. L'officier Sir Percy Cox tente d'émettre une proclamation déclarant que les provinces sont gérées conjointement par les administrations britannique et indienne. Mais Londres ordonne à Cox de ne pas émettre sa proclamation, demandant plutôt aux dirigeants irakiens d'aider l'administration britannique.
Au même moment, le gouvernement colonial indien avait des idées différentes, étant en premier lieu les libérateurs de la Mésopotamie et souhaitait que Bagdad soit placé sous son contrôle direct. Cette lutte pour le pouvoir aboutit à la création du Comité d'administration mésopotamienne, sous la direction du Lord Curzon. Sa tâche principale était de déterminer qui gérerait les affaires en Mésopotamie.